# テトラコンタン
テトラコンタン (Tetracontane) とは、炭化水素の1種で、炭素が分岐することなく40連なった直鎖アルカン。分子式はC40H82。分子量は563.0791。
密度は0.8171 (g/cm3)。
融点は80.95℃。
沸点は522℃。
なお構造異性体の種類は約6.24818×1013。